# Nászer Abdállah
Nászer Abdállah (arabul: ناصر عبد الله); Szidi Szlimán, 1966. március 3. –) marokkói válogatott labdarúgó.

## Pályafutása

### Klubcsapatban
Pályafutása nagy részét Belgiumban és Hollandiában töltötte. 1985 és 1987 között a Mechelen csapatában játszott. 1987 és 1990 között a KFC Lommel játékosa volt. 1990-től 1993-ig a Cercle Brugge csapatát erősítette. Az 1993–94-es idényben a KSV Waregem, az 1994–1995-ös szezonban a spanyol Ouransében játszott. 1996 és 2000 között a Den Bosch és az SC Telstar játékosa volt Hollandiában. 2000-től 2003-ig a Kawkab Marrakechben játszott Marokkóban. 2004-ben a KV Mechelen fejezte be a pályafutását. 

### A válogatottban
1989 és 1994 között 12 alkalommal játszott a marokkói válogatottban. Részt vett az 1994-es világbajnokságon, ahol a Belgium és a Szaúd-Arábia elleni csoportmérkőzéseken kezdőként lépett pályára.

## Sikerei, díjai
KV Mechelen
- Belga kupagyőztes (1): 1986–87